# Alpaida banos
Alpaida banos là một loài nhện trong họ Araneidae.
Loài này thuộc chi Alpaida. Alpaida banos được Herbert Walter Levi miêu tả năm 1988.